# مشتركة × متوسطة
مشتركة × متوسطة أو بندق الساحرة الهجين (الاسم العلمي: Hamamelis ×intermedia)، نبات مُزهر من فصيلة المشتركات. إنها هجين بستاني من بين النوعين مشتركة يابانية ومشتركة رخوة يشير اسمها اللاتيني إلى مظهرها المتوسط بين هذين النوعين.
إنها شجيرة نفضية تنمو بطول 4 أمتار (13 قدمًا) مع عرضها، سيقانها متعرجة وأوراقها بسيطة متعاقبة يبلغ طولها 15 سم (6 بوصات)، والتي تتحول إلى اللون الأصفر في الخريف. تظهر الأزهار الصفراء أو البرتقالية أو الحمراء ذات البتلات الملتوية على سيقان عارية في منتصف الشتاء وحتى أوائل الربيع.